# Władimir Zarudnicki
Władimir Borisowicz Zarudnicki, ros. Владимир Борисович Зарудницкий (ur. 1958 w Abinsku, Kraj Krasnodarski) – rosyjski generał pułkownik, komendant Wojskowej Akademii Sztabu Generalnego Sił Zbrojnych Federacji Rosyjskiej.

## Życiorys
W 1979 roku ukończył Ordżonikidzką Wyższą Ogólnowojskową Szkołę Dowódczą. Po jej ukończeniu do 1981 służył jako dowódca plutonu czołgów, dowódca kompanii rozpoznawczej w Odeskim Okręgu Wojskowym. W latach 1981–1986 był dowódcą kompanii rozpoznawczej, szefem wywiadu sztabu pułku Grupy Wojsk Radzieckich w Niemczech. 
W 1989 roku po ukończeniu Akademii Wojskowej im. Michaiła Frunzego kontynuował służbę jako dowódca samodzielnego batalionu rozpoznawczego w Dalekowschodnim Okręgu Wojskowym. W latach 1991–1994 był szefem sztabu - zastępcą dowódcy pułku zmechanizowanego, dowódca pułku artylerii Dalekowschodniego Okręgu Wojskowego. Od 1994 do 1997 był komendantem garnizonu Majkop w Północnokaukaskim Okręgu Wojskowym, a w latach 1997–2001 szefem sztabu - zastępcą dowódcy, następnie dowódcą samodzielnej brygady zmechanizowanej w tym okręgu. 
W 2003 roku ukończył z wyróżnieniem i złotym medalem Wojskową Akademię Sztabu Generalnego Sił Zbrojnych Federacji Rosyjskiej. Od 2003 do 2005 był dowódcą samodzielnej dywizji zmechanizowanej w Nadwołżańsko-Uralskim Okręgu Wojskowym. W latach 2005–2009 pełnił służbę jako szef sztabu - Pierwszy Zastępca Dowódcy Armii, następnie Dowódca Armii Syberyjskiego Okręgu Wojskowego. W 2009 został zastępcą dowódcy Moskiewskiego Okręgu Wojskowego. W latach 2009–2011 szef sztabu – pierwszy zastępca dowódcy wojsk Moskiewskiego, a następnie Zachodniego Okręgu Wojskowego. W 2011 został zastępcą dowódcy Południowego Okręgu Wojskowego.
W latach 2011–2014 pełnił służbę jako szef Głównego Zarządu Operacyjnego Sztabu Generalnego – Pierwszy Zastępca Szefa Sztabu Generalnego Sił Zbrojnych Federacji Rosyjskiej, następnie w latach 2014–2017 był dowódcą wojsk Centralnego Okręgu Wojskowego.
W listopadzie 2017 roku dekretem Prezydenta Federacji Rosyjskiej został mianowany Szefem Wojskowej Akademii Sztabu Generalnego Sił Zbrojnych Federacji Rosyjskiej.
Otrzymał ordery: „Za zasługi wojskowe”, „Za zasługi dla Ojczyzny” IV stopnia i wiele medali.